# 1I/ʻOumuamua
ʻOumuamua ( udtale ?; formelt navngivet 1I/ʻOumuamua; tidligere C/2017 U1 (PANSTARRS) og A/2017 U1) er et interstellart objekt, som passerer gennem Solsystemet. ʻOumuamua blev opdaget med en markant hyperbolsk bane af Robert Weryk den 19. oktober 2017 med observationer lavet af Pan-STARRS-teleskopet, da objektet var 0,2 AU (30.000.000 km) fra Jorden. I begyndelsen troede man, at den var en komet, men den blev omklassificeret til et interstellart objekt en uge senere. Det er stadig (2018) uafklaret hvad ʻOumuamua er. ʻOumuamua er den første af en ny klasse kaldet hyperbolske interstellare objekter. Som en konsekvens af dens markante hyperbolske bane, vil den rejse ud af Solsystemet om ca. 20.000 år.
Baseret på en 29-dags observationsbue er ʻOumuamua's baneexcentricitet 1,20. Det er den højeste baneexcentricitet af alle observerede Solsystemsobjekter. Den tidligere rekord var C/1980 E1 med en outbound-baneexcentricitet på 1,057. ʻOumuamua's høje inbound og outbound baneexcentricitet indikerer, at den ikke har været gravitationelt bundet til Solsystemet, og at den er et interstellart objekt grundet dens høje indkommende hastighed. ʻOumuamua har en banehældning på 123° i forhold til ekliptika, 
og havde en banehastighed på 26,33 km/s relativ til Solen, da den var i interstellart rum, hvilket toppede med 87,71 km/s ved perihelion.
Baseret på baneberegningerne ser det ud til, at Oumuamua kommer fra samme retning, som vi i dag iagttager stjernen Vega i stjernebilledet Lyren. Men afstanden derud, og til trods for objektets høje hastighed, så har Vega dog ikke været dér for ca. 300.000 år siden ʻOumuamua har muligvis strejfet omkring i Mælkevejen i lang tid, inden at den tilfældigvis rammer vores solsystem.